# Howard Gutman

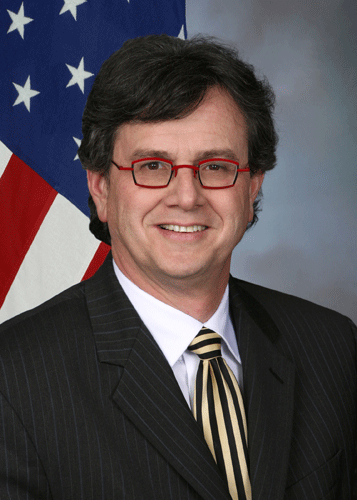
Howard Gutman

Howard William Gutman (* 8. Juli 1956 in New York City) ist ein US-amerikanischer Diplomat und ehemaliger Botschafter der Vereinigten Staaten in Belgien.

## Leben

### Familie
Howard Gutman stammt aus einer Mittelklasse-Familie. Seine Eltern waren die gebürtige New Yorkerin Roslyn Gutman (geb. Kusheloff; † 2018) und Max Gutman († 1973), ein polnischer Emigrant und Holocaust-Überlebender. Sie besaßen und führten das Bekleidungsunternehmen M&R Sportswear in New York City. Aus ihrer Ehe ging auch eine Tochter hervor.
1981 heiratete Howard Gutman die Zahnärztin Michelle Phyllis Loewinger. Sie haben zwei erwachsene Söhne.

### Ausbildung und Tätigkeit als Anwalt
Howard Gutman wurde in der Bronx geboren, wuchs in Queens auf und besuchte öffentliche Schulen. 1977 erlangte er an der Columbia University den Bachelor of Arts mit summa cum laude und 1980 den Juris Doctor an der Harvard University mit magna cum laude. Als Rechtsreferendar (Law Clerk) war er danach für Irving Loeb Goldberg und Potter Stewart tätig. 1982 wurde er in New York und 1983 im District of Columbia als Anwalt zugelassen.
Gutman arbeitete von 1982 bis 2009 für die Anwaltskanzlei Williams & Connolly LLP in Washington D.C., zuletzt als Partner. Unterbrochen wurde dies 1985/1986 durch eine Tätigkeit als Assistent von FBI-Direktor William H. Webster. Gutman war auch langjähriger Herausgeber des Litigation Magazine, einer Fachzeitschrift der American Bar Association.
Zu Gutmans bekannteren Klienten gehörte der ehemalige Präsident von Bolivien, Gonzalo Sánchez de Lozada, der von bolivischen Anklägern für mindestens 60 Todesopfer bei Ausschreitungen im Zuge des Gaskriegs (2003) verantwortlich gemacht wurde.

### Politischer Berater
Gutman war als Berater für mehrere Politiker der Demokratischen Partei tätig. 2000 gehörte er zum Anwaltsteam von Al Gore im Gerichtsfall Bush v. Gore. Er unterstützte Barack Obama, den er unter anderem in Bezug auf Spendenbeschaffung und Medien beriet, bei seiner Wahlkampagne vor der Präsidentschaftswahl in den Vereinigten Staaten 2008.

### Schauspieler
Gutman übernahm mehrfach kleine Rollen für Film und Fernsehen, wobei er meistens sich selbst als Anwalt darstellte. So auch bei seinem ersten Auftritt in drei Folgen der kurzlebigen HBO-Fernsehserie K Street (2003), die den Alltag von Lobbyisten und Politikern in Washington darstellt. Gutman war zunächst als juristischer Berater für die Serie tätig gewesen, bevor ihm Regisseur Steven Soderbergh die Rolle anbot. In der Filmkomödie Noise – Lärm! (2007) spielte Gutman einen Anwalt der Hauptfigur David Owen und in dem Tanzfilm Fame (2009) den als Schächter tätigen Vater von Neil.

### Botschafter

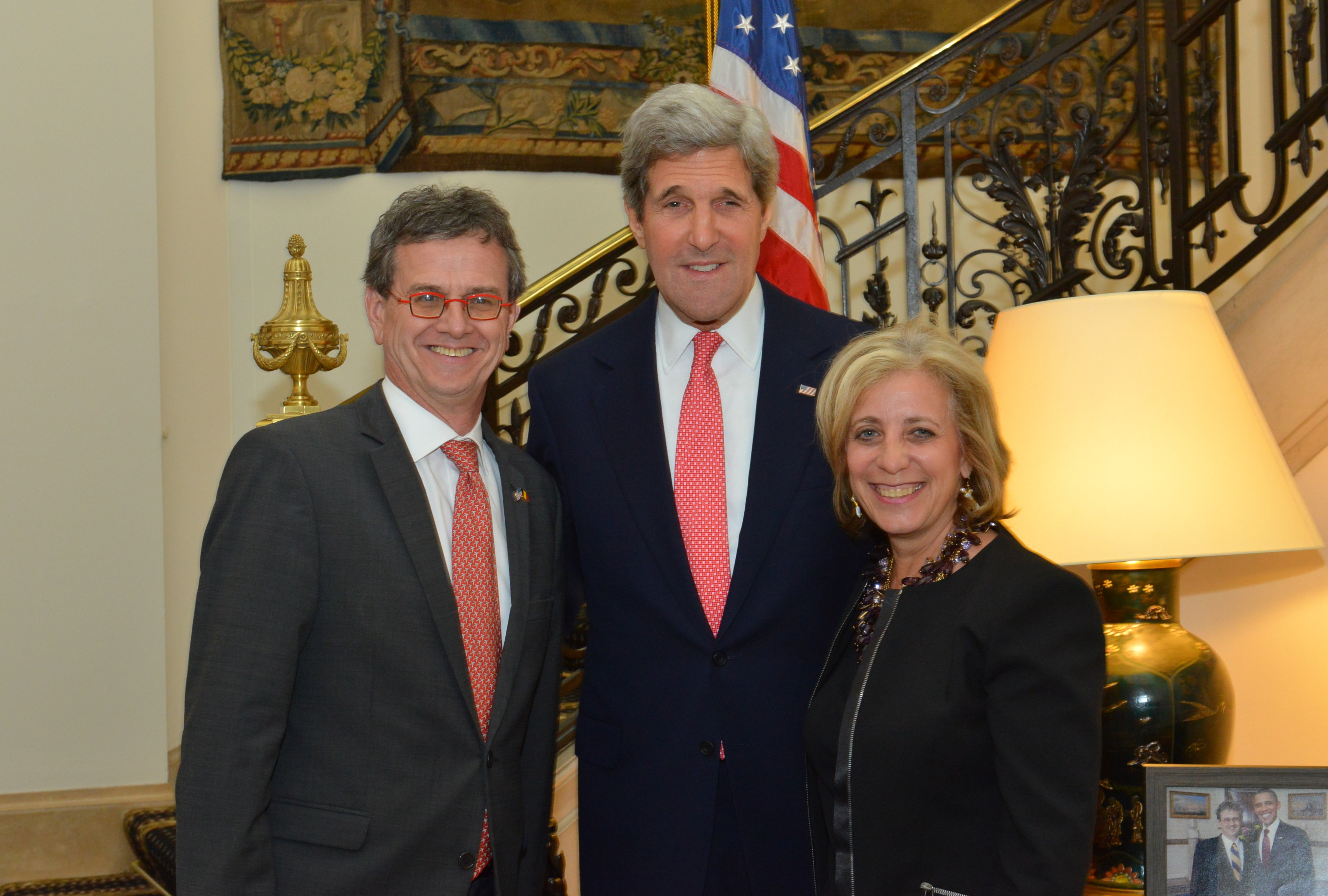
Howard Gutman (links), seine Ehefrau Michelle Loewinger und Politiker John Kerry (Wohnsitz des US-Botschafters in Brüssel, 2013)

Am 28. Juli 2009 wurde Gutman nach Nominierung durch Obama zum außerordentlichen und bevollmächtigten Botschafter (Ambassador Extraordinary and Plenipotentiary) der Vereinigten Staaten in Belgien bestellt. Die Übergabe des Beglaubigungsschreibens folgte am 31. August 2009. Als Botschafter strebte Gutman insbesondere an, das nach der Amtszeit von George W. Bush getrübte Verhältnis zwischen USA und Belgien zu verbessern und sich an möglichst vielen Orten in Belgien präsent zu zeigen.
Im Juni 2013 berichteten US-amerikanische Medien wie CBS und CNN, Gutman habe in Belgien „regelmäßig seinen Personenschutz abgeschüttelt […], um sich sexuelle Wünsche von Prostituierten und auch Minderjährigen erfüllen zu lassen“. Dies gehe aus internen Protokollen des US-Außenministeriums aus dem Jahr 2012 hervor. Er sei deswegen zwar befragt, aber im Amt belassen worden. Es handele sich um einen von zahlreichen Sexskandalen, die das US-Außenministerium vertuscht habe. Gutman dementierte diese Vorwürfe. Am 23. Juli 2013 endete seine Amtszeit als Botschafter. Im Oktober 2014 erklärte das US-Außenministerium, dass kein Fehlerverhalten von Gutman vorlag und entschuldigte sich öffentlich bei ihm.
2017 wurde Gutman mit dem Großkreuz des belgischen Kronenordens ausgezeichnet. Begründet wurde die Auszeichnung unter anderem damit, dass er während seiner Amtszeit als Botschafter belgische Unternehmen dabei unterstützt habe, in den US-amerikanischen Markt zu investieren und mit seinem Besuch von 589 belgischen Städten und Gemeinden.

### Geschäftsführer
Gutman ist als Geschäftsführer des Washingtoner Beratungs- und Investmentunternehmens The Gutman Group tätig.